# Liga mistrů UEFA 1994/1995
Sezóna 1994/95 byla 40. ročníkem Ligy mistrů UEFA a zároveň třetím ročníkem po přejmenování. Jejím vítězem se stal nizozemský klub AFC Ajax.
Byl změněn herní systém. Po předkole následovaly základní skupiny, ve kterých bylo 16 týmů rozděleno do čtyř skupin po čtyřech. Po nich následovalo klasické play off. Byl to také první ze tří ročníků, kdy mistři zemí s nejhorším koeficientem nehráli předkolo Ligy mistrů, ale vstupovali do Poháru UEFA.

## Předkolo

### Skupina A
| Domácí v 1. zápase | Celkem | Hosté v 1. zápase | 1. zápas | 2. zápas |
| ------------------ | ------ | ----------------- | -------- | -------- |
| Avenir Beggen      | 1–9    | Galatasaray       | 1–5      | 0–4      |
| AC Sparta Praha    | 1–2    | IFK Göteborg      | 1–0      | 0–2      |

### Skupina B
| Domácí v 1. zápase     | Celkem | Hosté v 1. zápase | 1. zápas | 2. zápas |
| ---------------------- | ------ | ----------------- | -------- | -------- |
| Silkeborg              | 1–3    | FK Dynamo Kyjev   | 0–0      | 1–3      |
| Paris Saint-Germain FC | 5–1    | Dunakanyar-Vác FC | 3–0      | 2–1      |

### Skupina C
| Domácí v 1. zápase  | Celkem | Hosté v 1. zápase | 1. zápas | 2. zápas |
| ------------------- | ------ | ----------------- | -------- | -------- |
| Legia Warszawa      | 0–5    | Hajduk Split      | 0–1      | 0–4      |
| FC Steaua București | 5–2    | Servette          | 4–1      | 1–1      |

### Skupina D
| Domácí v 1. zápase | Celkem | Hosté v 1. zápase  | 1. zápas | 2. zápas |
| ------------------ | ------ | ------------------ | -------- | -------- |
| AEK Athény         | 3–0    | Rangers FC         | 2–0      | 1–0      |
| Makabi Haifa FC    | 2–5    | SV Casino Salzburg | 1–2      | 1–3      |

## Základní skupiny

### Skupina A
| Tým                  | Z | V | R | P | VG | IG | +/- | B |
| -------------------- | - | - | - | - | -- | -- | --- | - |
| IFK Göteborg         | 6 | 4 | 1 | 1 | 10 | 7  | +3  | 9 |
| FC Barcelona         | 6 | 2 | 2 | 2 | 11 | 8  | +3  | 6 |
| Manchester United FC | 6 | 2 | 2 | 2 | 11 | 11 | 0   | 6 |
| Galatasaray          | 6 | 1 | 1 | 4 | 3  | 9  | -6  | 4 |

|                   | BAR | GAL | GOT | MAN |
| ----------------- | --- | --- | --- | --- |
| FC Barcelona      | –   | 2–1 | 1–1 | 4–0 |
| Galatasaray       | 2–1 | –   | 0–1 | 0–0 |
| IFK Göteborg      | 2–1 | 1–0 | –   | 3–1 |
| Manchester United | 2–2 | 4–0 | 4–2 | –   |

### Skupina B
| Tým                 | Z | V | R | P | VG | IG | +/- | B  |
| ------------------- | - | - | - | - | -- | -- | --- | -- |
| Paris Saint-Germain | 6 | 6 | 0 | 0 | 12 | 3  | +9  | 12 |
| FC Bayern Mnichov   | 6 | 2 | 2 | 2 | 8  | 7  | +1  | 6  |
| FK Spartak Moskva   | 6 | 1 | 2 | 3 | 8  | 12 | -4  | 4  |
| FK Dynamo Kyjev     | 6 | 1 | 0 | 5 | 5  | 11 | -6  | 2  |

|                     | BAY | DYN | PSG | SPA |
| ------------------- | --- | --- | --- | --- |
| FC Bayern Mnichov   | –   | 1–0 | 0–1 | 2–2 |
| FK Dynamo Kyjev     | 1–4 | –   | 1–2 | 3–2 |
| Paris Saint-Germain | 2–0 | 1–0 | –   | 4–1 |
| FK Spartak Moskva   | 1–1 | 1–0 | 1–2 | –   |

### Skupina C
| Tým                 | Z | V | R | P | VG | IG | +/- | B |
| ------------------- | - | - | - | - | -- | -- | --- | - |
| Benfica SL          | 6 | 3 | 3 | 0 | 9  | 5  | +4  | 9 |
| Hajduk Split        | 6 | 2 | 2 | 2 | 5  | 7  | -2  | 6 |
| FC Steaua București | 6 | 1 | 3 | 2 | 7  | 6  | +1  | 5 |
| RSC Anderlecht      | 6 | 0 | 4 | 2 | 4  | 7  | -3  | 4 |

|                     | AND | BEN | HAJ | STE |
| ------------------- | --- | --- | --- | --- |
| RSC Anderlecht      | –   | 1–1 | 0–0 | 0–0 |
| Benfica SL          | 3–1 | –   | 2–1 | 2–1 |
| Hajduk Split        | 2–1 | 0–0 | –   | 1–4 |
| FC Steaua București | 1–1 | 1–1 | 0–1 | –   |

### Skupina D
| Tým             | Z | V | R | P | VG | IG | +/- | B  |
| --------------- | - | - | - | - | -- | -- | --- | -- |
| AFC Ajax        | 6 | 4 | 2 | 0 | 9  | 2  | +7  | 10 |
| AC Milán        | 6 | 3 | 1 | 2 | 6  | 5  | +1  | 5  |
| Casino Salzburg | 6 | 1 | 3 | 2 | 4  | 6  | -2  | 5  |
| AEK Athény      | 6 | 0 | 2 | 4 | 3  | 9  | -6  | 2  |

|                 | AEK | AJA | CAS | MIL |
| --------------- | --- | --- | --- | --- |
| AEK Athény      | –   | 1–2 | 1–3 | 0–0 |
| AFC Ajax        | 2–0 | –   | 1–1 | 2–0 |
| Casino Salzburg | 0–0 | 0–0 | –   | 0–1 |
| AC Milán        | 2–1 | 0–2 | 3–0 | –   |

Týmu AC Milán byly odečteny dva body za řádění jeho fanoušků při zápase proti celku Casino Salzburg ve 2. kole základní skupiny.

## Play off

### Čtvrtfinále
| Domácí v 1. zápase | Celkem  | Hosté v 1. zápase      | 1. zápas | 2. zápas |
| ------------------ | ------- | ---------------------- | -------- | -------- |
| FC Bayern Mnichov  | 2–2 (v) | IFK Göteborg           | 0–0      | 2–2      |
| Hajduk Split       | 0–3     | Ajax                   | 0–0      | 0–3      |
| FC Barcelona       | 2–3     | Paris Saint-Germain FC | 1–1      | 1–2      |
| AC Milán           | 2–0     | Benfica SL             | 2–0      | 0–0      |

### Semifinále
| Domácí v 1. zápase     | Celkem | Hosté v 1. zápase | 1. zápas | 2. zápas |
| ---------------------- | ------ | ----------------- | -------- | -------- |
| FC Bayern Mnichov      | 2–5    | AFC Ajax          | 0–0      | 2–5      |
| Paris Saint-Germain FC | 0–3    | AC Milán          | 0–1      | 0–2      |

### Finále
| 24. května 1995 20:30 |        |          |                                                                                 |
| AFC Ajax              | 1 – 0  | AC Milán | Ernst-Happel-Stadion, Vídeň diváci: 49 730 rozhodčí: Ion Crăciunescu (Rumunsko) |
| Patrick Kluivert 85'  | Report |          | Ernst-Happel-Stadion, Vídeň diváci: 49 730 rozhodčí: Ion Crăciunescu (Rumunsko) |

## Vítěz
| Liga mistrů UEFA 1994/95 AFC Ajax (4. titul) Edwin van der Sar - Michael Reiziger, Danny Blind , Frank Rijkaard, Frank de Boer, Clarence Seedorf, Nwankwo Kanu, Edgar Davids, Finidi George, Ronald de Boer, Jari Litmanen, Patrick Kluivert, Marc Overmars Trenér: Louis van Gaal |